# Toxabramis swinhonis
Toxabramis swinhonis är en fiskart som beskrevs av Günther, 1873. Toxabramis swinhonis ingår i släktet Toxabramis och familjen karpfiskar. Inga underarter finns listade i Catalogue of Life.